# Tournay (Neufchâteau)
Tournay (wa. Tournai, Tournai-dlé-l'-Tchestea) – dzielnica (section) miasta Neufchâteau w Belgii, w Regionie Walońskim, w prowincji Luksemburg, w okręgu Neufchâteau. 1 stycznia 2020 roku liczyła 983 mieszkańców. Do 31 grudnia 1976 r. samodzielna gmina. 

## Demografia
Liczba mieszkańców, stan na 1 stycznia:
| Rok                | 1930 | 1947 | 1961 | 2020 |
| ------------------ | ---- | ---- | ---- | ---- |
| Liczba mieszkańców | 581  | 557  | 465  | 983  |